# Sítio de ligação
Em bioquímica, um sítio de ligação é a região de uma proteína que se associa com um ligante. Geralmente consiste numa cavidade na superfície da proteína, constituída por uma disposição específica de aminoácidos. As proteínas podem ter diferentes sítios de ligação para diferentes ligantes.